# Eugenia Kierbedź

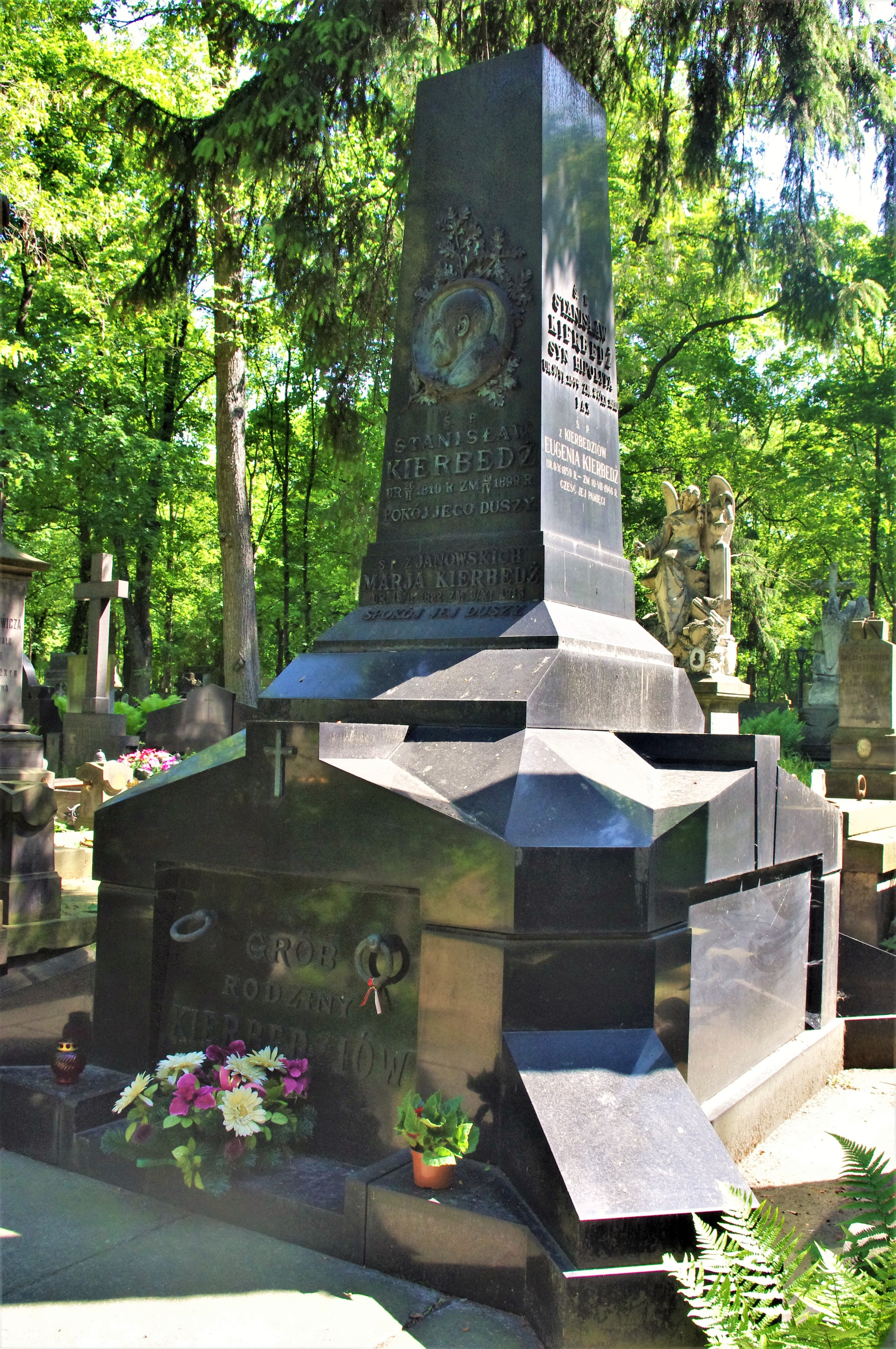
Grób rodziny Kierbedziów na Starych Powązkach w Warszawie

Eugenia Kierbedź z domu Kierbedź herbu Ślepowron (ur. 1855 w Petersburgu, zm. 10 lipca 1946 w Rzymie) – polska filantropka, fundatorka gmachów użyteczności publicznej w Warszawie, honorowa obywatelka m.st. Warszawy (1929). Od 1909 przebywała na emigracji we Włoszech.

## Życiorys
Eugenia Kierbedź była córką inż. Stanisława Kierbedzia i żoną swego stryjecznego brata inż. Stanisława Kierbedzia, syna Hipolita. Od 1909 mieszkała w Rzymie. Z funduszu zapisanego przez jej męża na cele społeczne ufundowała w 1914 gmach Biblioteki Publicznej w Warszawie przy ul. Koszykowej 26–28 i gmach Szkoły Sztuk Pięknych w Warszawie przy Wybrzeżu Kościuszkowskim 37, również w 1914. Budynek biblioteki zaprojektował Jan Fryderyk Heurich, a budynek szkoły Alfons Emil Gravier. Wyposażyła je w sprzęty własnego projektu.
Sfinansowała budowę jednego z pawilonów szpitala dla umysłowo chorych w Drewnicy w Ząbkach pod Warszawą.
2 maja 1923 została odznaczona Krzyżem Kawalerskim Orderu Odrodzenia Polski.
W 1929 nadano jej tytuł honorowego obywatela Warszawy.
Zmarła na zawał w hotelu w Rzymie. Została pochowana na cmentarzu Powązkowskim w Warszawie (kwatera M-5/6-18).